# Gabriel Magalhães
Gabriel dos Santos Magalhães, kortweg Gabriel, (São Paulo, 19 december 1997) is een Braziliaans voetballer die bij voorkeur als centrale verdediger speelt. Hij verruilde in september 2020 Lille OSC voor Arsenal. Hij maakte in 2023 zijn debuut als international van het Braziliaans voetbalelftal.

## Clubcarrière

### Avaí FC
Gabriel was geboren in São Paulo en ging op zijn dertiende voetballen bij Avaí FC. Na een week ging hij door heimwee weer naar huis, maar hij bedacht zich en keerde twee weken later. Bij die club dwong hij op zijn zestiende uiteindelijk zijn eerste professionele contract af. In 2017 promoveerde hij met Avaí van de Braziliaanse Série B naar de Série A.

### Lille
In januari 2017 betaalde Lille OSC drie miljoen euro aan Avaí FC voor de komst van Gabriel. Tijdens het seizoen 2018/19 werd hij verhuurd aan Troyes AC en het Kroatische Dinamo Zagreb. Bij beide clubs kwam hij slechts tot één wedstrijd op het hoogste niveau. Bij de Kroatische club speelde hij wel regelmatig mee met het tweede elftal, dat een niveau lager uitkwam in de 2. HNL.
Pas tijdens het seizoen 2018/19 kreeg de Braziliaan echt zijn kans bij Lille. Op 14 april 2019 maakte hij zijn eerste doelpunt in de Ligue 1 in de met 5–1 gewonnen thuiswedstrijd tegen Paris Saint-Germain. Dat seizoen werd Lille tweede in de Ligue 1, met zestien punten achterstand op kampioen OSC Lille. Dit gaf recht op Champions League-voetbal voor Lille. De Fransen eindigde laatste in een poule met Chelsea FC, Valencia en Ajax. In de Ligue 1 eindigde Lille dat seizoen vierde.

### Arsenal
In de zomer van 2020 maakte Gabriel de overstap naar Arsenal. Lille ontving 27 miljoen van de Londense club voor Gabriel. Hij maakte op 12 september tegen Fulham zijn debuut voor Arsenal en scoorde meteen zijn eerste doelpunt voor de club. Hij werd vrij snel een publiekslieveling in Londen en won de prijs voor speler van de maand bij Arsenal in september, oktober én december. Hij bleek al gauw een extra wapen te hebben in zijn kopkracht: Gabriel scoort regelmatig uit corners en vrije trappen met het hoofd. 
Vanaf het seizoen 2022/23 vormt Gabriel een sterk partnerschap met William Saliba. Op 6 augustus 2023 speelde Gabriel 87 minuten in de Community Shield tegen Manchester City, dat op penalty's gewonnen werd. Dat seizoen speelde hij liefst 50 wedstrijden in alle competities, maar werd hij voor het tweede seizoen op rij tweede in de Premier League achter Manchester City.

## Clubstatistieken
| Seizoen         | Club               | Competitie      | Competitie | Competitie | Beker | Beker | Internationaal | Internationaal | Totaal | Totaal |
| Seizoen         | Club               | Competitie      | Wed.       | Dlp.       | Wed.  | Dlp.  | Wed.           | Dlp.           | Wed.   | Dlp.   |
| --------------- | ------------------ | --------------- | ---------- | ---------- | ----- | ----- | -------------- | -------------- | ------ | ------ |
| 2015/16         | Avaí FC            | Serie B         | 21         | 1          | 0     | 0     | —              | —              | 21     | 0      |
| 2016/17         | OSC Lille          | Ligue 1         | 1          | 0          | 0     | 0     | —              | —              | 1      | 0      |
| 2017/18         | → Troyes           | Ligue 1         | 1          | 0          | 3     | 0     | —              | —              | 4      | 0      |
| 2017/18         | → Dinamo Zagreb    | 1. HNL          | 1          | 0          | 0     | 0     | —              | —              | 1      | 0      |
| 2017/18         | → Dinamo Zagreb II | 2. HNL          | 10         | 2          | 0     | 0     | —              | —              | 10     | 2      |
| 2018/19         | OSC Lille          | Ligue 1         | 14         | 1          | 3     | 0     | —              | —              | 17     | 1      |
| 2019/20         | OSC Lille          | Ligue 1         | 24         | 1          | 4     | 0     | 6              | 0              | 34     | 1      |
| 2020/21         | Arsenal            | Premier League  | 23         | 2          | 3     | 0     | 6              | 1              | 32     | 2      |
| 2021/22         | Arsenal            | Premier League  | 35         | 5          | 3     | 0     | 0              | 0              | 38     | 5      |
| 2022/23         | Arsenal            | Premier League  | 38         | 3          | 3     | 0     | 7              | 0              | 48     | 3      |
| 2023/24         | Arsenal            | Premier League  | 36         | 4          | 4     | 0     | 10             | 0              | 50     | 4      |
| 2024/25         | Arsenal            | Premier League  | 18         | 3          | 2     | 0     | 5              | 1              | 25     | 4      |
| Carrière totaal | Carrière totaal    | Carrière totaal | 222        | 22         | 25    | 0     | 34             | 2              | 281    | 24     |

Bijgewerkt op 5 maart 2024

## Interlandcarrière
Gabriel speelde interlands voor Brazilië onder 20 en onder 23. Op 9 september 2023 maakte hij tegen Bolivia zijn debuut voor het nationale elftal. Op 13 oktober, in zijn derde interland, scoorde hij tegen Venezuela zijn eerste interlanddoelpunt. Hij speelde slechts drie minuten op de Copa América 2024 en was reserve achter Marquinhos en Éder Militão. 

## Erelijst
| Competitie              | Aantal        | Jaren         |
| Dinamo Zagreb           | Dinamo Zagreb | Dinamo Zagreb |
| ----------------------- | ------------- | ------------- |
| Hrvatska Nogometna Liga | 1x            | 2017/18       |
| Arsenal                 |               |               |
| Community Shield        | 1x            | 2023          |